# Cachoeira dos Índios
Cachoeira dos Índios este un oraș în Paraíba (PB), Brazilia.